# Héros britannique de l'Holocauste
Héros britannique de l'Holocauste (en anglais British Hero of the Holocaust) est une distinction britannique créé en 2010 et décerné par le gouvernement du Royaume-Uni aux citoyens qui ont aidé à sauver des victimes de l'Holocauste. Cette nouvelle décoration obligea à revoir le système des décorations britanniques car il ne permettait pas alors la remise de décorations à titre posthume.  
La décoration est une médaille en argent et porte les inscriptions : « IN THE SERVICE OF HUMANITY » et « In recognition of ... whose selfless actions preserved life in the face of persecution ».

## Liste de récipiendaires
Parmi les 27 premiers récipiendaires en 2010 figurent :
- Sir Nicholas Winton,
- Denis Avey (en)
- Alice de Battenberg
- Frank Foley
- Albert Bedane
- Jane Haining
- June Ravenhall (en)
- Sofka Skipwith
- Bertha Bracey (en)
- Charles Coward
- Ida Cook et sa sœur Louise

En 2013 et 2015, de nouvelles personnes sont honorées, :
- Solomon Schonfeld
- Lena Lakomy
- Robert Smallbones (en)
- Arthur Dowden
- Six prisonniers de guerre :
  - Alan Edwards
  - Roger Letchford
  - George Hammond
  - Thomas Noble
  - Harold 'Bill' Scruton (en)
  - Stanley Wells
  - Bert Hambling
  - Bill Keeble
  - Willy Fisher

En 2018, huit nouvelles personnes sont honorées :
- John Carvell
- Thomas Preston
- Margaret Reid
- George Ogilvie-Forbes (en)
- Dorothea Weber
- Doreen Warriner
- Trevor Chadwick (en)
- Otto Schiff

Deux nouvelles médailles sont remises en mai 2019 :
- Rose Henriques (en)
- Joan V. Stiebel (en)